# Astatotilapia burtoni
Astatotilapia burtoni là một loài cá thuộc họ Cichlidae. Loài này có ở Burundi, Rwanda, Tanzania, và Zambia.
Môi trường sống tự nhiên của chúng là sông ngòi, sông có nước theo mùa, đầm nước, hồ nước ngọt, đầm nước ngọt, đầm nước ngọt có nước theo mùa, và vùng đồng bằng nội địa.